# Chaetonotus maximus
Chaetonotus maximus is een buikharige uit de familie Chaetonotidae. De wetenschappelijke naam van de soort werd in 1838 voor het eerst geldig gepubliceerd door Ehrenberg. De soort wordt in het ondergeslacht Chaetonotus geplaatst.